# Nicu Niță
Nicu Niță (n. 7 aprilie 1956, Brăila, România) este un deputat român, ales în 2016. 